# Związek zgody w języku angielskim
Związek zgody – sposób, w jaki słowo ma formę odpowiednią do liczby lub rodzaju rzeczownika lub zaimka, do którego się odnosi.

## Związek zgody między rzeczownikiem a zaimkiem

### Związek zgody liczby
Zaimek w liczbie pojedynczej używany jest dla rzeczownika w liczbie pojedynczej. 
- The computer is on the desk and it is not working properly. → Komputer jest na biurku i nie działa prawidłowo.

Zaimek w liczbie mnogiej używany jest dla rzeczownika w liczbie mnogiej. 
- The computers are on the desk and they are not working properly.  → Komputery są na biurku i nie działają prawidłowo.

Jeśli zaimki odnoszą się wstecz do "everyone" oraz "everybody", mogą występować w liczbie pojedynczej (bardziej formalnie) albo, w stylu mniej formalnym, w liczbie mnogiej. 
- Everybody is responsible for his or her actions..  → Każdy jest odpowiedzialny za swoje działania.
- Everybody is responsible for their actions..  → Każdy jest odpowiedzialny za swoje działania.

### Związek zgody rodzaju
Zaimek dopasowywany jest również pod względem płci. Zazwyczaj używa się "he" albo "she" oraz "who" odnosząc się do człowieka. 
- My uncle is a doctor. He works in the city hospital .. → Mój wujek jest lekarzem. Pracuje w miejskim szpitalu.

Zazwyczaj używa się "it" oraz "which" odnosząc się do rzeczy lub zwierzęcia.
- I saw a cat. It was sleeping on the sofa.. → Widziałem kota. Spał na kanapie.

Gdy uważa się że zwierzęta mają osobowość, inteligencję lub uczucia czasem odnosi się do nich używając "he" lub "she". Jest to powszechne w przypadku zwierząt domowych.
- This is Bella, a friendly golden retriever. She enjoys playing fetch with her owner. → To jest Bella, przyjazny golden retriever. Lubi zabawę w aportowanie ze swoim właścicielem.

W tych przypadkach używa się "who" zamiast "which". 
- Meet Luna, a playful cat who loves to chase toys. → Poznaj Lunę, figlarną kotkę, która uwielbia gonić zabawki.

Czasem "she" jest używane dla samochodów i motocykli. 
- I love my car. She runs smoothly on the motorway. → Uwielbiam mój samochód. Płynnie jeździ po autostradzie.

Marynarze często odnoszą się do statków i łodzi używając "she". 
- This is my ship. She's got a long history of cruising. → To świetny statek z długą historią rejsów.

Można używać "she" dla krajów ale współcześnie częściej używa się "it".
- Italy is famous for its/her cuisine.. → Włochy są słynne ze swojej kuchni.

## Związek zgody między określnikiem a rzeczownikiem
Niektóre określniki używane są tylko z określonymi rodzajami rzeczowników. Przykładowo "this" i "that" zmieniają swoją formę na odpowiednio "these" i "those", gdy rzeczownik po nich jest w liczbie mnogiej.
- this cat - that cat → ten kot - tamten kot
- these cats - those cats → te koty - tamte koty

| Określnik                            | Rzeczownik policzalny w liczbie pojedynczej | Rzeczownik niepoliczalny | Rzeczownik w liczbie mnogiej |
| ------------------------------------ | ------------------------------------------- | ------------------------ | ---------------------------- |
| a an every                           | T                                           | N                        | N                            |
| many number of few a few these those | N                                           | N                        | T                            |
| much little a little                 | N                                           | T                        | N                            |
| this that                            | T                                           | T                        | N                            |

## Związek zgody między podmiotem a czasownikiem
Zazwyczaj liczba czasownika dopasowywana jest do podmiotu.
Podmiot w liczbie pojedynczej przyjmuje czasownik w liczbie pojedynczej.
- The zoo's main attraction is the elephants. → Główną atrakcją zoo są słonie.

Podmiot w liczbie mnogiej przyjmuje czasownik w liczbie mnogiej
- Elephants are the zoo's biggest attraction. → Słonie są największą atrakcją zoo.

## Związek zgody między czasownikiem a uzupełnieniem
Jeśli podmiot znajduje się daleko od czasownika, czasami dopasowywany jest on do uzupełnienia.
Uzupełnienie w liczbie pojedynczej przyjmuje czasownik w liczbie pojedynczej. 
- The main reason for his success in international competitions, as he explained, was money → Głównym powodem jego sukcesu w międzynarodowych zawodach, jak wyjaśnił, były pieniądze.

Uzupełnienie w liczbie mnogiej przyjmuje czasownik w liczbie pojedynczej. 
- The main reason for his success in the international competition, as he explained, were the hours spent practising. → Głównym powodem jego sukcesu w międzynarodowych zawodach, jak wyjaśnił, były godziny spędzone na treningach.

Często dzieje się tak również wtedy gdy podmiotem jest względne zdanie składowe z "what", zwłaszcza jeśli dopełnienie jest długie. 
- What we need to consider are the potential consequences of this decision. → To co musimy rozważyć to potencjalne konsekwencje tej decyzji.

## Wyrażenia w liczbie pojedynczej

### Zaimki nieokreślone
Jako podmiot słowa "someone", "somebody", "something", "somewhere", "anyone", "anybody", "anything", "anywhere", "everyone", "everybody", "everything", "everywhere", "no one", "nobody", "nothing" są używane z czasownikami w liczbie pojedynczej. 
- Everybody is a genius.→ Wszyscy są geniuszami.

### Kwoty i ilości
Z wyrażeniami odnoszącymi się do ilości i kwot używa się określników, czasowników i zaimków liczbie pojedynczej.
- 50 pence is a cheap price. → 50 pensów to tania cena.

### More than one ...
Wyrażenie "more than one" używa liczby pojedynczej rzeczownika i czasownika. 
- More than one factor contributes to climate change. → Więcej niż jeden czynnik przyczynia się do zmian klimatu.

### Kraje
Nazwy krajów w liczbie mnogiej łączą się z czasownikami i zaimkami w liczbie pojedynczej
- The Netherlands is famous for its fields of tulips. → Holandia słynie ze swoich pól tulipanów.

## Wyrażenia w liczbie mnogiej

### Określenia ilościowe
Określenia ilościowe w liczbie pojedynczej które używają rzeczowników lub zaimków w liczbie mnogiej łączą się z czasownikiem w liczbie mnogiej. 
- A group of protesters have gathered outside the government building. → Grupa protestujących zebrała się przed budynkiem rządowym.

### Here's, there's, where's
W nieformalnym stylu słowa here's, there's i where's są często używane z rzeczownikami w liczbie mnogiej. 
- Where's my keys? → Gdzie są moje klucze?

### Ułamki
Ułamki między 1 a 2 są używane z rzeczownikami w liczbie mnogiej. 
- The meeting lasted around 1.25 hours. → Spotkanie trwało około 1,25 godziny.

## Wyrażenia w liczbie pojedynczej lub mnogiej

### Grupy ludzi
W brytyjskim angielskim słowa w liczbie pojedynczej takie jak team, family, club mogą być używane z czasownikami i zaimkami w liczbie pojedynczej albo w liczbie mnogiej.
Formy liczby pojedynczej są używane kiedy grupa jest postrzegana jako bezosobowa jedność. 
- The younger generation is very tech-savvy. → Młodsze pokolenie jest bardzo obeznane z technologią.

W takich sytuacjach używa się również which jako zaimka względnego. 
- The band, which was formed in the 1980s, gained international fame. → Zespół, który powstał w latach 80-tych, zyskał międzynarodową sławę.

Formy liczby mnogiej są używane jeśli grupa jest postrzegana jako pojedyncze osoby wykonujące osobiste rzeczy. 
- This generation are more outspoken about social issues. → To pokolenie jest bardziej otwarte na kwestie społeczne.

W takich sytuacjach używa się również who jako zaimka względnego. 
- The band, who have been performing together for decades, released a new album. → Zespół, który występuje razem od dziesięcioleci, wydał nowy album.

W amerykańskim angielskim z tymi rzeczownikami używa się liczby pojedynczej czasowników. 
Można używać zaimków w liczbie pojedynczej lub mnogiej. 
Jednak wyjątkowo "family" może przyjmować czasownik w liczbie pojedynczej.  

### ... and ...
Wyrażenia połączone słowem "and" zazwyczaj używają czasownika w liczbie mnogiejMartin Hewings, Advanced Grammar in Use Book with Answers and eBook and Online Test, 4th Edition, Oxford (GB): Cambridge University Press & Assessment, 2023, s. 81, ISBN 978-1-108-92021-6 [dostęp 2025-07-15].</ref>.
- A cat and a dog are playing in the garden. → Kot i pies bawią się w ogrodzie.

Jednak gdy dwa rzeczownika są używane razem tak często, że myślimy o nich jako jednej idei używa się czasownika w liczbie pojedynczej
- Fish and chips is a traditional dish in England. → Ryba z frytkami to tradycyjne danie w Anglii.

### ... or ...
Używa się czasownika w liczbie pojedynczej jeśli drugie wyrażenie jest w liczbie pojedynczej. 
- My friends or Tom guards the safe. → Moi przyjaciele lub Tom pilnują sejfu.

Używa się czasownika w liczbie mnogiej jeśli drugie wyrażenie jest w liczbie mnogiej. 
- Tom or my friends guard the safe. → Tom lub moi przyjaciele pilnują sejfu.

### Organizacje
Nazwy organizacji w liczbie mnogiej mogą łączyć się z czasownikami i zaimkami w liczbie pojedynczej lub mnogiej.
The United Nations is/are holding a conference next month. It/They has/have invited delegates from all over the world to attend. → Organizacja Narodów Zjednoczonych organizuje w przyszłym miesiącu konferencję. Zaprosiła na nią delegatów z całego świata.

### one of ...
Wyrażenie "one of" zazwyczaj używa liczby mnogiej rzeczownika.
- One of the apples is rotten. → Jedno z jabłek jest zgniłe.

Czasem "one of" jest używane z liczbą pojedynczą rzeczownika odnoszącego się do grupy. 
- Why don't you invite one of the team for lunch? → Może zaprosisz jeden z zespołów na lunch?

Czasownik po rzeczowniku jest w liczbie pojedynczej.
- One of my co-workers is from Seoul. → Jeden z moich współpracowników pochodzi z Seulu.

Po "one of" w zdaniach względnych używa się zarówno czasowników w liczbie mnogiej jak i pojedynczej. Wersja z czasownikiem w liczbie mnogiej uważana jest jednak za poprawną.
- He's one of the professors who teach quantum physics. → On jest jednym z profesorów, którzy uczą fizyki kwantowej.

### Every
"Every" łączy się z rzeczownikiem w liczbie pojedynczej i czasownikiem w liczbie pojedynczej.
- Every episode of the series presents a new story.→  Każdy odcinek serialu przedstawia nową historię.

"Every" jest używany z rzeczownikiem w liczbie mnogiej kiedy odnosi się do odstępów.
- A train leaves the station every three hours. → Pociąg odjeżdża ze stacji co trzy godziny.

"Every one of" łączy się z zaimkiem osobowym w liczbie mnogiej albo określnikiem i rzeczownikiem w liczbie mnogiej oraz czasownikiem w liczbie pojedynczej. 
- Every one of her arguments is wrong. → Każdy jeden z jej argumentów jest błędny.

### Each
"Each" łączy się z rzeczownikiem w liczbie pojedynczej i czasownikiem w liczbie pojedynczej
- Each episode of the series presents a new story. →  Każdy odcinek serialu przedstawia nową historię.

"Each of" łączy się z zaimkiem osobowym w liczbie mnogiej albo określnikiem i rzeczownikiem w liczbie mnogiej oraz czasownikiem w liczbie pojedynczej.
Kiedy "each" odnosi się do podmiotu i jest w pozycji środkowej używa się rzeczowników, zaimków i czasowników w liczbie mnogiej.
"Each of" łączy się z zaimkiem osobowym w liczbie mnogiej albo określnikiem i rzeczownikiem w liczbie mnogiej oraz czasownikiem w liczbie pojedynczej

### Either
Po "either of" używa się zaimka osobowego w liczbie mnogiej albo określnika i rzeczownika w liczbie mnogiej.
Po "either of" występuje czasownik w liczbie pojedynczej ewentualnie w liczbie mnogiej w nieformalnym stylu.

### Neither
Po "neither of" używa się zaimka osobowego w liczbie mnogiej albo określnika i rzeczownika w liczbie mnogiej.
Po "neither of" używa się czasownika w liczbie pojedynczej w formalnym stylu albo w liczbie mnogiej w nieformalnym stylu

### Any of
Kiedy po "any of" używamy określnika i liczby mnogiej rzeczownika albo liczby mnogiej zaimka osobowego czasownik może być w liczbie pojedynczej (bardziej formalnie) lub mnogiej.

### none of
Kiedy po "none of" występuje określnik i liczba mnoga rzeczownika albo liczba mnoga zaimka osobowego, czasownik może być w liczbie pojedynczej (bardziej formalnie) lub mnogiej (bardziej nieformalnie).
- None of the students is/are ready for the exam yet. → Żaden z uczniów nie jest jeszcze gotowy do egzaminu.

### the + przymiotnik
Konstrukcja "the + przymiotnik" jest w liczbie mnogiej kiedy odnosi się do pewnych dobrze znanych grup ludzi, którzy znajdują się w określonym stanie fizycznym lub społecznym.
- Do the disabled have special facilities? → Czy niepełnosprawni mają specjalne udogodnienia?

W niektórych stałych, formalnych wyrażeniach wyrażenie "the + przymiotnik" może występować w liczbie pojedynczej.
- The deceased was working as a security guard when he died. → Zmarły pracował jako ochroniarz kiedy zmarł.

Konstrukcja "the + przymiotnik" jest w liczbie pojedynczej kiedy odnosi się do ogólnych abstrakcyjnych idei.

### One in ..., one out of ...
Po tych wyrażeniach używamy liczby, rzeczownika w liczbie mnogiej oraz czasownika w liczbie pojedynczej lub mnogiej